# Murisgrund
Murisgrund är en klippa i Finland.   Den ligger i kommunen Pargas i landskapet Egentliga Finland, i den södra delen av landet, 150 km väster om huvudstaden Helsingfors.
Terrängen runt Murisgrund är platt.  Närmaste större samhälle är Väståboland, 19,0 km norr om Murisgrund. 